# Киплинг, Джон Локвуд
Джон Локвуд Киплинг (1837—1911) — британский преподаватель искусств, иллюстратор, музейный куратор. Большую часть активных лет жизни провёл в Британской Индии. Отец Редьярда Киплинга.

## Биография и карьера
Родился в местечке Пикеринг, Северный Йоркшир. Родителями Джона были Френсис (Локвуд) и Реверенд Джозеф Киплинг. Вступил в брак с Элис, одной из сестёр Макдональд в 1865. Вместе они уехали в Индию, где Киплинг получил должность профессора архитектуры и скульптуры.
Вышел в отставку и вернулся в Англию в 1893.
Умер в 1911 году. Похоронен в Тисбери, в Уилтшире.

## Важнейшие опубликованные работы
- Beast and Man in India: A Popular Sketch of Indian Animals in Their Relations with the People, Published by Macmillan and Co, London, 1891.
- Inezilla: A Romance in Two Chapters, by J.L.K. Reprinted from The Chameleon, Allahabad, [1873].
- Across the Border: Or, Pathân and Biloch, by Edward Emmerson Oliver, Illustrations by John Lockwood Kipling. Published by Chapman and Hall, 1890.
- Tales of the Punjab Told by the People, by Flora Annie Webster Steel, Richard Carnac Temple, John Lockwood Kipling. Published by Macmillan and co., 1894.
- The Two Jungle Books, by Rudyard Kipling. Illustrations by J. Lockwood Kipling, C.I.E., and W. H. Drake. Published by Doubleday, Doran & Company, Inc., New York, 1893.

- Иллюстрация к главе Второй Книги Джунглей (1895), компиляции The Jungle Book и The Second Jungle Book, автора Редьярда Киплинга.
- Барельеф из серии иллюстрации к роману "Ким"
- Страница посвящений с арабским текстом.
- Wood Carver at Shimla (Резчик по дереву из Шимлы), карандашно-чернильный рисунок, 1870.

## Награды
- Орден Индийской империи